# Acrocercops helicopa
Acrocercops helicopa is een vlinder uit de familie van de mineermotten (Gracillariidae). De wetenschappelijke naam van de soort werd voor het eerst geldig gepubliceerd in 1919 door Meyrick.